# Mirella Mierzejewska
Mirella Mierzejewska (ur. 9 grudnia 1963 w Szczecinie) – polska piłkarka ręczna, w latach 1982–1993 reprezentantka kraju, do 2015 najskuteczniejsza zawodniczka w historii drużyny narodowej (w klasyfikacji wszech czasów wyprzedziła ją Karolina Kudłacz-Gloc). Mistrzyni Polski (1983, 1986, 1991) i Norwegii (1992, 1993, 1996). Pięciokrotnie najskuteczniejsza zawodniczka ekstraklasy polskiej.

## Życiorys

### Kariera klubowa
Piłkę ręczną zaczęła uprawiać za namową swojego nauczyciela w-f Bolesława Pachoła. W 1977 została zawodniczką Łącznościowca Szczecin. Z klubem tym zdobyła wicemistrzostwo Polski juniorek młodszych (1978) i srebrny medal Ogólnopolskiej Spartakiady Młodzieży (1979). Od 1980 była zawodniczką Pogoni Szczecin, jej trenerami byli Bernard Więzowski i następnie Zenon Łakomy. W 1982 zdobyła ze swoim zespołem złoty medal mistrzostw Polski juniorek. W 1983 zdobyła swój pierwszy tytuł mistrzyni Polski seniorek, została także najlepszą strzelczynią ligi (302 bramki). Jej karierę przerwała roczna dyskwalifikacja (trwająca do 31 stycznia 1985) w związku z wykryciem w jej organizmie niedozwolonego środka dopingującego (cefermetryzyny) podczas mistrzostw świata grupy „B” w grudniu 1983. Miała jednak udział w zdobytych przez Pogoń medalach mistrzostw Polski – srebrnym w 1984 i brązowym w 1985. W pełni rozegranych sezonach 1985/1986, 1986/1987 i 1987/1988 ponownie została najlepszym strzelcem ligi, zdobywając odpowiednio 305, 239 i 283 bramki, w 1986 wywalczyła mistrzostwo Polski i Puchar Polski, w 1987 brązowy medal mistrzostw Polski. W sezonie 1988/1989 została zawodniczką AKS Chorzów, z uwagi na kłopoty z transferem opuściła sześć pierwszych kolejek ligowych. Następnie powróciła do Pogoni i wywalczyła z nią wicemistrzostwo Polski w 1990 oraz tytuł najlepszego strzelca ligi (225 bramek). Miała także udział w zdobyciu przez Pogoń tytułu mistrza Polski w 1991, ale w sezonie 1990/1991 zagrała tylko w rundzie jesiennej. Łącznie w barwach Pogoni wywalczyła trzy złote (1983, 1986, 1991), dwa srebrne (1984, 1990) i dwa brązowe (1985, 1987) medale mistrzostw Polski, pięciokrotnie była najlepszym strzelcem ligi (1983, 1986, 1987, 1988, 1990).
Od stycznia 1991 była zawodniczką norweskiego zespołu Gjerpen IF. Z zespołem tym zdobyła trzykrotnie mistrzostwo Norwegii (1992, 1993, 1996), dwukrotnie Puchar Norwegii (1991, 1992), w sezonie 1992/1993 została najlepszą zawodniczką ligi. W 1996 zagrała w przegranym finale Pucharu Miast. Zakończyła karierę klubową w 1998.

### Kariera reprezentacyjna
Z reprezentacją Polski juniorek zajęła 2. miejsce podczas Międzynarodowych Zawodów Przyjaźni w 1980, z młodzieżową reprezentacją Polski wystąpiła na młodzieżowych mistrzostwach świata w 1983 (7. miejsce). W reprezentacjach juniorskiej i młodzieżowej zagrała łącznie w 34 spotkaniach, zdobywając 135 bramek.
W seniorskiej reprezentacji Polski zadebiutowała 9 czerwca 1982 w towarzyskim spotkaniu z RFN. W grudniu 1983 wystąpiła na mistrzostwach świata seniorek grupy „B”, na których jej zespół zajął 2. miejsce, a ona sama zdobyła 23 bramki. Po mistrzostwach ujawniono w jej organizmie środek dopingujący i nałożono karę rocznej dyskwalifikacji. W zespole seniorskim zagrała ponownie w marcu 1985. W grudniu 1985 wystąpiła na mistrzostwach świata grupy B, zajmując z zespołem 7. miejsce i zdobywając 15 bramek. W kolejnych latach reprezentowała Polskę na mistrzostwach świata grupy A w 1986 (13. miejsce i 6 bramek), mistrzostwach świata grupy B w 1987 (7. miejsce i 36 bramek), mistrzostwach świata grupy B w 1989 (6. miejsce i 42 bramki), mistrzostwach świata grupy A w 1990 (9. miejsce i 23 bramki) i mistrzostwach świata grupy A w 1993 (10. miejsce i 42 bramki). Po raz ostatni w biało-czerwonych barwach zagrała 4 grudnia 1993 w meczu mistrzostw świata grupy „A” z reprezentacją Czech i Słowacji. Łącznie w reprezentacji Polski wystąpiła 171 razy, zdobywając 708 bramek, co do 2015 było najlepszym wynikiem w historii kadry (wynik ten poprawiła Karolina Kudłacz-Gloc). Z tego na siedmiu imprezach rangi mistrzostw świata zdobyła 187 bramek, w tym 71 na mistrzostwach świata grupy A.

### Po zakończeniu kariery sportowej
Po zakończeniu kariery sportowej pozostała w Norwegii, trenowała zespoły juniorskiej, następnie pracowała w szkole podstawowej w Skien.